# Матюнин, Николай Гаврилович
Никола́й Гаври́лович Матю́нин (2 [14] декабря 1849, Витебск, Российская империя — 18 [31] мая 1907, Санкт-Петербург) — русский дипломат, разведчик, писатель, пионер Дальнего Востока. Пограничный комиссар Южно-Уссурийского края (1873—1897), первый консульский представитель России в Маньчжурии и Северной Корее. Тайный советник. Кавалер орденов Св. Владимира 3 и 4 ст., Св. Анны 2 и 3 ст., Св. Станислава 2 ст., Восходящего солнца 4 ст. (японский) и Двойного Дракона 3 ст. 2 класса (китайский).

## Происхождение и образование
Из дворян Казанской губернии. Сын действительного статского советника Гаврилы Павловича Матюнина (1808—?) — председателя Витебской казённой палаты. Учился в Императорском Александровском лицее, лицеист 30 курса. По окончании обучения, приказом по МВД № 57 от 28 декабря 1869 (9 января 1870) года определён на службу с откомандированием в распоряжение генерал-губернатора Восточной Сибири.

## Карьера
С мая 1870 года до конца 1871 года Н. Г. Матюнин занимал различные должности в Якутске. 27 марта (8 апреля) 1872 года назначен исполняющим дела чиновника для дипломатической переписки при генерал-губернаторе Восточной Сибири. Приказом генерал-губернатора Восточной Сибири от 27 августа (8 сентября) 1873 года № 74 назначен пограничным комиссаром в Южно-Уссурийском крае. Имел ставку в урочище Новокиевском. 26 мая (7 июня) 1875 года был командирован на остров Сахалин и Курильские острова «для приведения в исполнение трактата между Россией и Японией» (в поездке находился с 9 [22] июня по 29 декабря 1875 [10 января 1876] года). Летом 1877 года, совместно с представителями китайских властей, произвёл проверку пограничных знаков на всем протяжении границы от устья реки Тумэнь до станицы Козакевичевой на реке Уссури (первая демаркация границы после присоединения Уссурийского края к России в 1860 году). В 1880 году, в связи с осложнениями в русско-китайских отношениях (т. н. Кульджинский кризис), переехал с границы в с. Никольское, где проживал до 1882 года. С июня 1880 по август 1881 года Н. Г. Матюнин исполнял обязанности начальника Южно-Уссурийского округа, одновременно оставаясь в должности пограничного комиссара. 21 марта (2 апреля) 1885 года приказом управляющего МВД уволен в отставку по болезни. В июле того же года, по инициативе Приамурского генерал-губернатора барона А. Н. Корфа, вновь назначен пограничным комиссаром Южно-Уссурийского края. Летом и осенью 1886 года принимал участие в работе совместной российско-китайской пограничной комиссии. Внёс важный вклад в преодоление разногласий двух стран по вопросу границы в Уссурийском крае (т. н. Савёловский кризис). Оставаясь пограничным комиссаром, фактически выполнял обязанности русского консула в приграничных районах Маньчжурии, а с декабря 1888 года — и в Северной Корее. В 1891 году барон А. Н. Корф сообщал министру иностранных дел Н. К. Гирсу, что «статский советник Матюнин относит возложенные на него консульские обязанности вполне добросовестно и, как показал опыт, с большим тактом». В течение более чем 20 лет Н. Г. Матюнин играл ключевую роль в реализации внешней политики России в отношении её дальневосточных соседей. Его труды в огромной степени способствовали формированию и укреплению тихоокеанских рубежей страны. При этом Матюнин так и не был утверждён в ранге консула, а многочисленные дополнительные расходы, связанные с командировками и обширной дипломатической перепиской, вынужден был оплачивать из собственного комиссарского жалованья. Последнее по состоянию на 1894 год составляло 5610 рублей в год, включая 735 рублей пенсиона на 10-летнюю беспорочную службу в Амурском крае. Лишь дважды — в 1892 и 1894 годах, ‒ он получал единовременные выплаты в размере, соответственно, 2 и 3 тысячи рублей. В одном из донесений военного губернатора Приморской области генерал-майора И. Г. Баранова указывалось: «…Пограничный комиссар Матюнин…, проживая в урочище Новокиевском, где нет ни одного соответствующего дома, был поставлен в необходимость сложить себе домишко, на которые ушли все его сбережения за 5 лет». В записке МВД от 16 (28) апреля 1882 года говорилось: «…Частые его служебные поездки, исключительно почти по вьючным тропам и во всякое время года, подрывают его здоровье и требуют такой обстановки, которая сделала бы возможным удачное исполнение таких поездок, так что пограничный комиссар вынужден содержать не менее 4 хороших лошадей для своих путешествий, при которых он не получает прогонных денег, так как езда совершается или границей или за нею, где расстояния в наших дорожниках не внесены». Во время поездок в Китай и Корею Н. Г. Матюнин собрал большой объём сведений статистического, военного и этнографического характера.
Активный сторонник вовлечения Кореи в сферу российского влияния. В 1896 году выступил за приобретение государством лесной концессии Ю. И. Бринера на реке Ялу. Через однокашника по Лицею В. М. Вонлярлярского вошёл в состав деятелей т. н. «безобразовской клики», однако к личной выгоде не стремился. Так, хлопоча о судьбе концессии Бринера, Матюнин ратовал исключительно за сохранение её «в русских руках». В то же время, зная, что у Вонлярлярского нет достаточных средств для подобного предприятия, Матюнин надеялся, что тот «войдёт в деловую связь с иностранцами, что должно было сплотить в Корее белых людей и примирить иностранцев с нами»..
В 1897 году вышел в отставку, сдав пост пограничного комиссара Е. Т. Смирнову. Будучи рекомендован лицейскими друзьями министру иностранных дел графу М. Н. Муравьёву, поступил на службу в МИД. В политической записке на имя министра иностранных дел, поданной 12 (24) сентября 1897 года Матюнин писал, что «обосноваться в Корее нам немыслимо без предварительного приобретения Северной Маньчжурии, хотя бы только до верховьев реки Тумени, и приведения этой страны в полную нам покорность». В то же время достижение этой цели Матюнин считал слишком дорогим в плане человеческих жертв. «Поэтому в данное время наша задача относительно Кореи сводится к поддержанию её самостоятельности. Это вернейший способ сохранить её для наших потомков, и если она им лет через 50 понадобится, то занятие её не представит особых затруднений. Остаётся… придумать способ воспрепятствовать Японии воспользоваться относительной слабостью, в которой мы будем находиться в Приамурье ещё лет 10, для внезапного захвата соблазнительного полуострова открытой силой»..
Поддерживал проект строительства Китайско-Восточной железной дороги, ставя его политическую составляющую выше коммерческой: «Земля, по которой русские прокладывают рельсы, конечно, станет русской землёй». Сторонник «северного варианта» прокладки линии, так как он позволял, по мнению Матюнина, «эффективно охранять магистраль в военном и таможенном отношении». Не исключал возможности стихийного, либо спровоцированного определёнными политическими силами, нападения туземцев на строителей дороги — что и подтвердилось позднее в ходе событий 1900 года.
Противник приобретения Порт-Артура и Квантунской области. В письме В. Н. Ламздорфу от 31 декабря 1897 (12 января 1898) года писал, что «в политическом отношении закрепление за нами сказанного порта… узаконит захват Германией Киаочаоской бухты; подорвёт веру в нас в Пекине и чрезвычайно затруднит естественный без этого переход в наши руки Маньчжурии и может даже послужить серьёзной помехой довершению Великого Сибирского пути через названную территорию. Это, безусловно, ещё сильнее возбудит против России и, к сожалению, справедливо, общественное мнение болезненно самолюбивой Японии и даст этой державе логическое основание… относиться впредь с полным недоверием ко всем нашим деяниям в Корее…». .

## Поверенный в делах в Корее
24 ноября (6 декабря) 1897 года Н. Г. Матюнин был назначен поверенным в делах в Корее. 1 (13) декабря 1897 года получил в Царском Селе аудиенцию у Николая II, в ходе которой император сказал: «…Относительно Кореи мы не стремимся ни к завоеванию, ни даже к протекторату; для России наиболее желательно видеть её самостоятельной». Поверенному вменялось в обязанность вести планомерное изучение Кореи, стремясь получить те сведения, которыми обладали японцы. Особое внимание следовало уделять Северной Корее — возможному конечному пункту КВЖД. Следовало также изучить перспективы использования портов Цзиннампо и Мокпо, оценить степень доступности устья реки Ялу для морских судов, реальную стоимость золотых месторождений страны и т. д. В политической сфере Матюнину надлежало добиваться замены английских служащих в корейских таможнях русскими, передачи платежей местного таможенного ведомства Русско-корейскому банку, а также полного расчёта Кореи по долгам перед Японией с помощью России. Уже в Нагасаки поверенный узнал о резком охлаждении в отношениях с Кореей, отзыве русских военных инструкторов и ликвидации Русско-корейского банка. В связи с этим Матюнин был вынужден задержать находившуюся в Нагасаки русскую духовную миссию, готовую к выезду в Сеул, и отправить последнюю во Владивосток. По прибытии в Сеул Матюнин, по его собственным словам, оказался в полном одиночестве и вынужден был свернуть все «попытки активных правительственных начинаний». Осенью 1898 года в Корею прибыла экспедиция тайного советника Н. И. Непорожнева, намеревавшегося получить концессию на разработку золотых приисков, принадлежавших корейской королевской семье. Матюнину якобы удалось получить собственноручное письмо корейского короля, подтверждавшее согласие последнего на передачу русским фамильных золотых россыпей. Для подтверждения кредитоспособности концессионера требовалось внести залог в 200 тысяч рублей. Матюнин считал успех Непорожнева делом огромной важности: получив права на прииски, Россия могла ограничиться простым контролем за концессией, тогда как разработку конкретных россыпей можно было отдать иностранным субподрядчикам, привлекая на свою сторону различные силы и строя чисто политические комбинации. Разработку корейских приисков Матюнин считал возможным вести одновременно с эксплуатацией лесных участков на китайском берегу реки Ялу, вдоль маньчжуро-корейской границы. Для этого, по его собственным словам, он сумел заручиться поддержкой влиятельного китайского чиновника, который «готов был покинуть видный пост и встать лично во главе лесного дела».. В итоге Н. И. Непорожнев не дождался денег и покинул Корею, даже не получив разрешения двора на пересечение границы с Китаем. Матюнин также участвовал в попытке С. Н. Сыромятникова (член экспедиции Н. И. Непорожнева) получить от корейского двора концессию на строительство железной дороги от Цзиннампо до русской границы. Данное начинание также не имело успеха: Матюнин жаловался, что Сыромятников и топограф И. А. Стрельбицкий разгласили информацию о проекте и вызвали противодействие противников (прежде всего японцев). Уже в середине августа 1898 года Н. Г. Матюнин был уве́домлен о своём предстоящем отзыве с поста главы русской миссии. На посту поверенного в делах Н. Г. Матюнин находился с 27 марта по 31 декабря 1898 года, после чего сменён А. И. Павловым. Тяжело переживал свою отставку, называя её «немилостью». 16 (28) сентября 1898 года обратился к министру М. Н. Муравьёву с письмом, в котором, по его словам, сформулировал «сделанные нами за 13 лет в Корее ошибки». Главными причинами неудач он считал отсутствие реальной заинтересованности русского правительства в корейских делах, отсутствие гибкости в русской азиатской политике — в частности, стремление Петербурга во что бы то ни стало монополизировать своё влияние в Корее и его отказ от сотрудничества с другими западными силами. Матюнин отмечал, что Россия, с одной стороны, старалась опираться в Корее на короля, а с другой — сама ограничила его значение, навязав монарху Государственный Совет и другие учреждения. Кроме того, стремясь ограничить доступ в Корею держав-соперниц, Россия сама добилась от сеульского двора усложнения порядка выдачи концессий. В результате Россия, по мнению Матюнина, сама «впала в то же чванство по отношению к Корее, что и Китай».

## Последние годы жизни
Приняв назначение консулом в Мельбурн, Н. Г. Матюнин в январе 1899 года выехал в длительный отпуск в Санкт-Петербург и в том же году отошёл от активных дел по состоянию здоровья. Это не помешало ему стать в 1901 году одним из учредителей «Русского лесопромышленного товарищества на реке Ялу» и одновременно — директором-распорядителем Северо-Восточного Сибирского общества, организованного В. М. Ворнлярлярским для эксплуатации недр Чукотского полуострова. Последним официальным назначением в жизни Матюнина был пост помощника председателя Особого комитета по делам Дальнего Востока контр-адмирала А. М. Абазы (1904).

## Литературная и научная деятельность
Н. Г. Матюнин является автором ряда публикаций по вопросам Дальнего Востока в различных изданиях. В частности:
- Наши соседи на крайнем Востоке // «Вестник Европы», июль 1887 г., с. 64-88.
- Записка о китайцах маньчжурах, проживающих на левом берегу Амура // «Сборник географических, топографических и статистических материалов по Азии». Вып. LVIII. СПб., 1894.
- Коренное население и переселенцы в Сунгарийском бассейне// «Современная летопись Дальнего Востока». Владивосток, 1901, 1902.

Прочный мир с Китаем возможен для нас на основании взаимного доверия и обоюдного сознания силы, непреклонности в вопросах национальной чести, строгого выделения наших интересов от торгово-европейских и решительного отказа от дальнейших территориальных приобретений на крайнем Востоке и в северных водах Тихого океана (Н. Г. Матюнин, 1887 г.)

## Частная жизнь
Был женат на Анне Яковлевне Никитиной, детей не имел. Последний адрес в Санкт-Петербурге — Греческий проспект, д. 23. Похоронен на Никольском кладбище Александро-Невской Лавры, могила не сохранилась. Из родственников Н. Г. Матюнина известны:
- Павел Гаврилович Матюнин (1852-?) — младший брат, присяжный поверенный, член 3-й Государственной думы от Харьковской губернии, председатель редакционной комиссии и член фракции Союза 17 октября в 3-й Государственной думе.
- Александр Гаврилович Матюнин(1860-?) — младший брат, генерал-майор артиллерии (1908), старший арт. приёмщик при ГАУ (с 13.09.1900), совещательный член арт. комитета Глав.артиллерийского управления (с 16.01.1914), пом.заведующего арт. приёмками (с 20.10.1915). Кавалер орденов Св. Анны 2-й ст. (1901); Св. Владимира 3-й ст. (1907); Св. Станислава 1-й ст. (1912)[29].

## Факты
В разное время был лично знаком с известными людьми — главой русского морского ведомства И. А. Шестаковым (1820—1888), учёным и флотоводцем С. О. Макаровым (1849—1904), видным дипломатом бароном Р. Р. Розеном (1847—1921), писателем В. В. Крестовским (1840—1895), последним генерал-губернатором Приамурья Н. Л. Гондатти (1860—1946) и знаменитым английским путешественником Фрэнсисом Янгхазбендом (1863—1942).

## Оценка
После поражения в войне с Японией и краха активной русской политики на Дальнем Востоке, имя Н. Г. Матюнина стало связываться исключительно с деятельностью «безобразовской клики». Его самоотверженная и крайне полезная для России деятельность на посту пограничного комиссара Южно-Уссурийского края оказалась предана забвению. В трудах некоторых современных российских историков Н. Г. Матюнин предстаёт в излишне негативном освещении. Данные факты говорят о необходимости более тщательного изучения этой незаурядной личности.